# Chionaema rufifrons
Chionaema rufifrons là một loài bướm đêm thuộc phân họ Arctiinae, họ Erebidae.